# Sveriges Television
Pour les articles homonymes, voir SVT.
Sveriges Television, SVT (Télévision de Suède) est une entreprise publique de télévision suédoise. L'entreprise est la propriété d'une fondation dont les membres du conseil d'administration sont nommés par le gouvernement.
La chaîne SVT est membre de l'Union européenne de radio-télévision (UER) et membre du Nordvision.

## Histoire
La Sveriges Television voit le jour en 1979 après son détachement de la Sveriges Radio, vingt-trois ans après le lancement officiel de la télévision en Suède en 1956.

### Identité visuelle

Logo de la Sveriges Television de 2006 à 2016
Logo de la Sveriges Television depuis 2016.

## Activités
| Logo | Chaîne                                                                             | Date de création  | Actionnaires                  |
| ---- | ---------------------------------------------------------------------------------- | ----------------- | ----------------------------- |
|      | SVT1 (HD) Chaîne généraliste nationale                                             | 4 septembre 1956  | 100 % SVT                     |
|      | SVT2 (HD) Chaîne généraliste nationale                                             | 5 décembre 1969   | 100 % SVT                     |
|      | SVT24 (HD) Chaîne thématique nationale d'informations en continu                   | 15 mars 1999      | 100 % SVT                     |
|      | SVT Barn (HD) Chaîne thématique nationale destinée aux enfants                     | 23 décembre 2002  | 100 % SVT                     |
|      | Kunskapskanalen (HD) Chaîne thématique nationale de documentaires et connaissances | 27 septembre 2004 | SVT Sveriges Utbildningsradio |

Toutes ces chaînes peuvent être reçues par le biais de la télévision numérique terrestre suédoise (les émissions analogiques ayant cessé en février 2008). Elles sont également distribuées par satellite numérique et câble numérique, et SVT1 et SVT2 sont toujours distribuées par câble analogique.
| Logo | Chaîne                                           | Date de création | Date de disparition | Actionnaires |
| ---- | ------------------------------------------------ | ---------------- | ------------------- | ------------ |
|      | SVT World (HD) Chaîne généraliste internationale | 1998             | 30 avril 2017       | 100% SVT     |
|      | SVT Extra Chaîne thématique nationale            | 2002             | 2004                | 100% SVT     |
|      | SVT HD (HD) Chaîne généraliste nationale         | 20 octobre 2006  | 20 septembre 2010   | 100% SVT     |

La chaîne SVT World diffusait une sélection de programmes de SVT1, SVT2, SVT24 et Kunskapskanalen. Jusqu'à son arrêt en 2017, elle était distribuée en Finlande depuis 1988, dans toute l'Europe depuis 1997 et au Moyen-Orient, en Asie, en Afrique et en Australie depuis 2005.

## Financement
Les programmes de SVT sont financés par une taxe obligatoire: le groupe audiovisuel ne diffuse pas de publicité.
En 2018, le parlement suédois Riksdag vote le remplacement du système traditionnel d'octroi de licences télévision par une nouvelle redevance de service public, basée sur l'impôt sur le revenu des particuliers.